# Pellenes tharinae
Pellenes tharinae es una especie de araña saltarina del género Pellenes, familia Salticidae. Fue descrita científicamente por Wesolowska en 2006.
Habita en Namibia, Sudáfrica y Zimbabue.